# ديميتار ستويانوف (لاعب كرة قدم)
ديميتار ستويانوف هو لاعب كرة قدم بلغاري، ولد في 14 أبريل 2001.